# Castello di Piberstein
Il castello di Piberstein (in tedesco Burg Piberstein) si trova nell'omonima frazione di Helfenberg, comune austriaco del Distretto di Rohrbach appartenente al Land dell'Alta Austria. La sua storia inizia nel XIII secolo.

## Storia

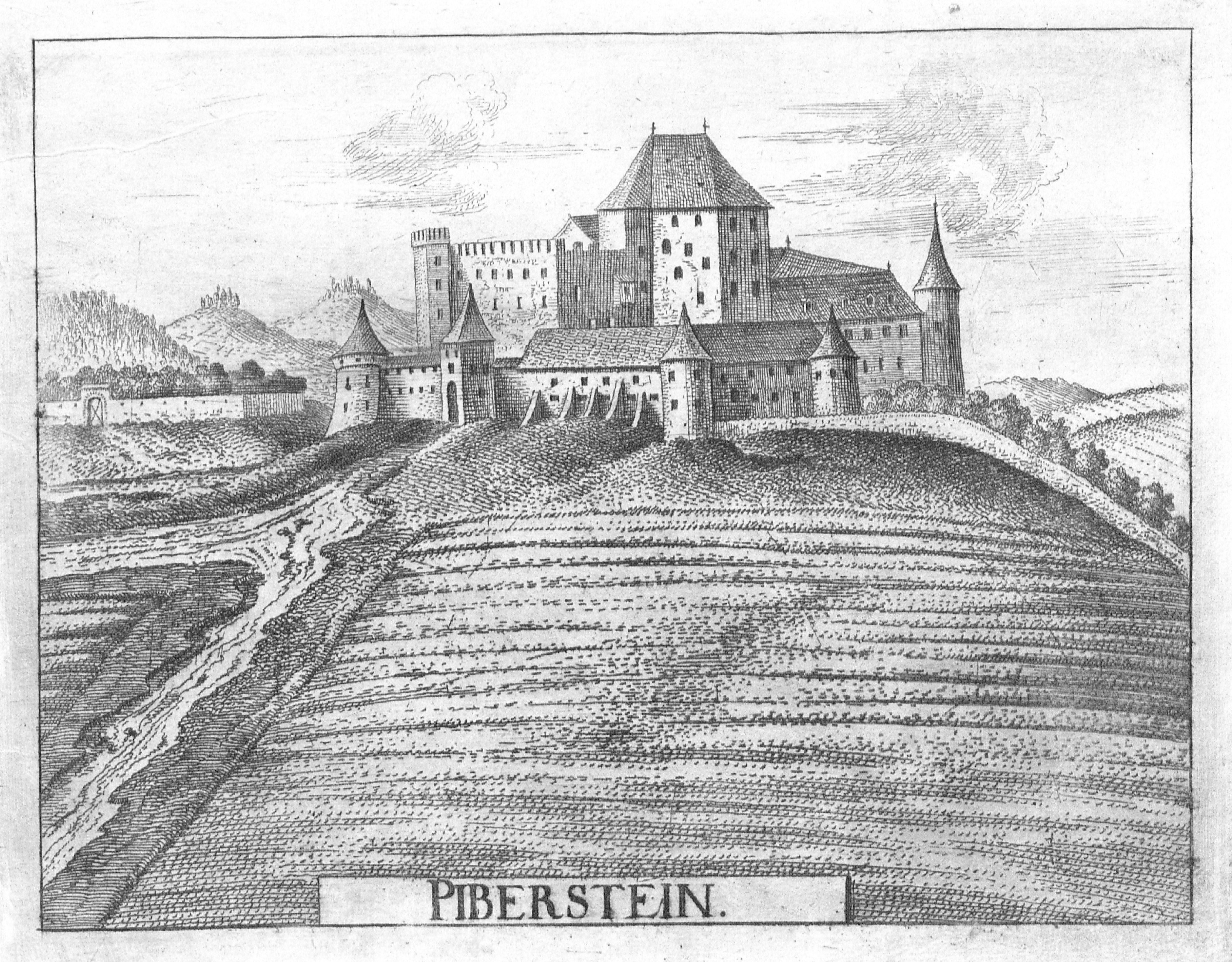
Castello di Piberstein in un'incisione del 1674, opera di Georg Matthäus Vischer

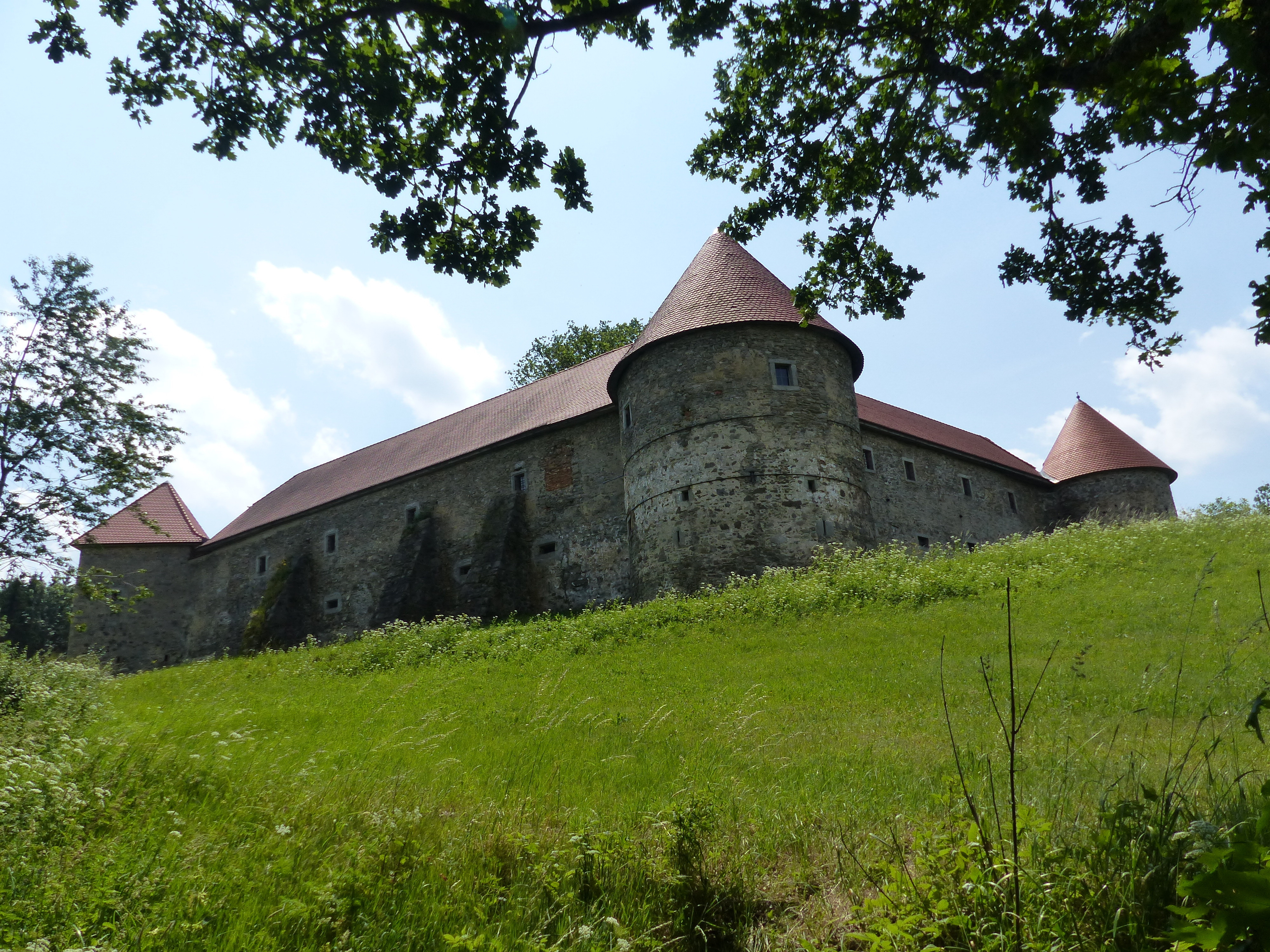
Castello di Piberstein visto dalla base dell'altura sulla quale poggia

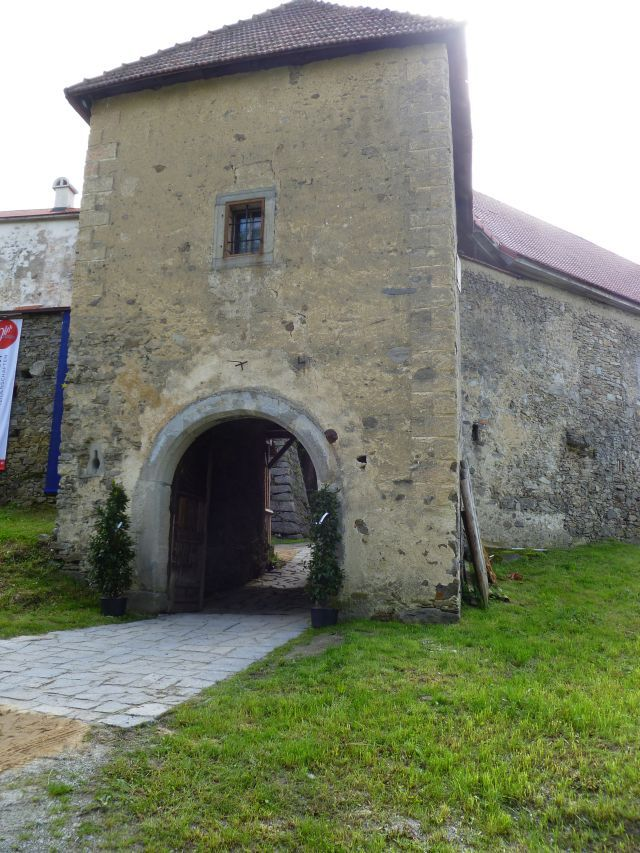
Torre con ingresso al cortile del castello

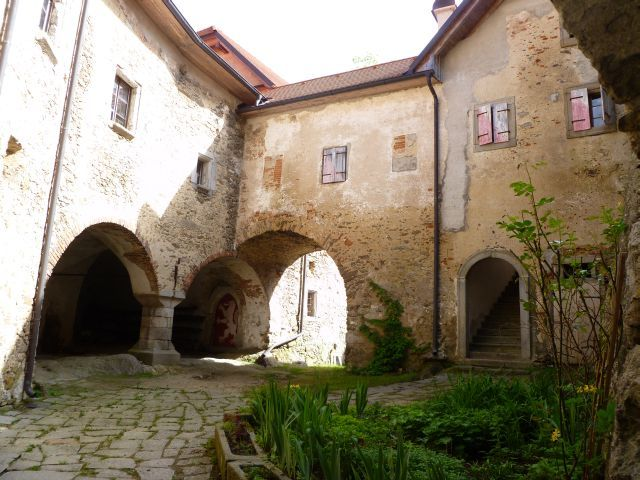
Cortile

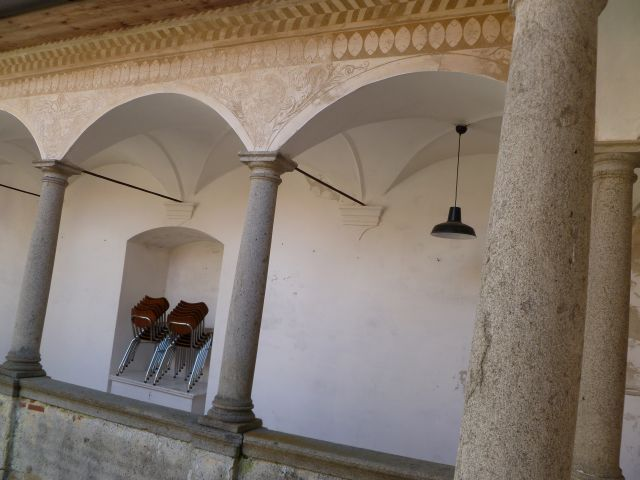
Primo piano con portico nella facciata interna sul cortile

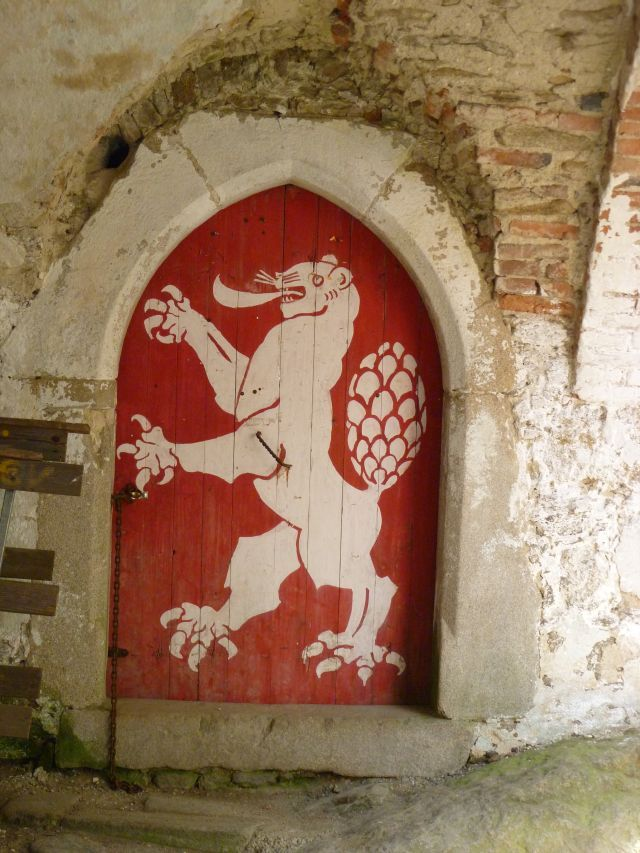
Porta dipinta nel cortile

Non si conosce esattamente l'anno in cui fu costruito il castello di Piberstein ma probabilmente avvenne poco prima del 1285. I costruttori del primitivo castello a torre sono condiderati i fratelli Ruga e Arnold von Piber, tra i feudatari di Griesbach e Waxenberg, e la decisione della costruzione è legata all'intenzione di proteggere il confine con la Boemia. Dopo l'estinzione della famiglia von Piber il castello fu acquistato da Ulrich von Tann, che lo vendette nel 1350 a Walchum Haderer. Nel 1362 il duca Rodolfo IV d'Asburgo lo donò a Zacharias Haderer, che più tardi combatté come capitano di campo per gli Asburgo nell'assedio di Neuhaus. Seguì un periodo nel quale la signoria del castello venne contesa e anche Heinrich von Stall reclamò diritti su Piberstein cercando di impossessarsene con la forza delle armi ma nel 1394 fu catturato dal governatore Reinprecht von Wallsee e dovette cedere. I successivi signori furono Heinrich von Puchberg, Jobst Haderer e Heinrich III von Falkenstein. Nel 1427 gli hussiti assediarono il castello senza tuttavia riuscire ad espugnarlo. Nel 1428 il feudo venne assegnato ai fratelli Kaspar e Balthasar von Schallenberg che, poiché la loro precedente sedeera stata distrutta l'anno prima dagli hussiti, vi si trasferirono. Nel 1594 il castello di Piberstein era una delle fortezze meglio difese del paese anche se non fu mai assediato né gli ungheresi né dai turchi. Nel XVII secolo la principessa Georg Christian von Schallenberg lo fece ampliare in stile rinascimentale ed entrambi i cortili furono rivestiti in marmo e le pareti vennero decorate con dipinti a graffito. Nel 1625 venne occupato dalle truppe imperiali e qui Georg Christoph von Schallenberg cercò, tra il 1635 e il 1636, di mediare con i contadini ribelli del basso Mühlviertel. Nel 1645 i baroni di Schallenberg trasformarono il precedente feudo in un libero demanio e la famiglia Schallenberg ne mantenne il possesso fino al 1675. Successivamente il conte Christoph Ehrenreich Schallenberg lo vendette, assieme al relativo tribunale regionale, ai conti di Seeau. Nel 1702 il conte Johann Ehrenreich Seeau lo unì alla sua tenuta di Helfenberg e sottopose entrambe le proprietà ad un vincolo di successione. Nel 1752 il capomastro di Linz Johann Matthias Krinner presentò un progetto per la ricostruzione del castello che tuttavia non venne mai realizzato. Il castello originale di Piberstein rimase a lungo disabitato e fu lasciato al degrado. Nel 1885 il vincolo di successione venne revocato e nel 1893 le figlie del conte Otto von Seeau poterono vendere sia Helfenberg sia Piberstein ai conti Revertera-Salandra. Negli anni trenta del XX secolo nel parco del castello venivano gestite una pensione e una locanda. Il castello intanto era già caduto in rovina, venne affittato nel 1964 dal restauratore accademico Harald Seyrl che iniziò la ristrutturazione del complesso, ma presto la iterruppe. Nel 1971 venne affittato dall'architetto Günther Kleinhanns che continuò con le opere di restauro e un incendio, nel 2002, causò solo lievi ritardi nei lavori. Il castello di Piberstein è divenuto un centro culturale regionale per concerti, mostre e letture. L'ampio cortile del castello si presta per festival musicali.

## Descrizione
Il castello di Piberstein si trova nell'omonima località posta a sud di Helfenberg, comune austriaco del Distretto di Rohrbach, Land dell'Alta Austria. Si tratta di un complesso relativamente esteso con una imponente struttura principale ed un grande cortile esterno. Il complesso edilizio era circondato da una cinta muraria circolare alta dai quattro ai sei metri, rinforzata da quattro torri difensive di tre quarti circolari e da una torre con la porta a struttura quadrata. Rimangono solo i resti della torre delle meridionale e la merlatura in legno all'interno delle mura è scomparsa da tempo, ma sono ancora presenti numerose feritoie. I tetti delle torri sono stati ricostruiti e sono moderni. A sinistra della torre sporgente della porta si trova una piccola cappella costruita nel 1730 senza alcun collegamento con il castello. All'interno del muro perimetrale, a destra della porta, si trovano alcuni fabbricati agricoli, come stalle e fienili. La parte sinistra del cortile esterno non è edificata. Un tempo nella parte meridionale del cortile esterno era ospitata una grande fabbrica di birra. Il nucleo approssimativamente triangolare del castello è protetto da un muro spesso 2 metri e alto circa 15 metri. Nella zona superiore sono ancora visibili tracce di una merlatura. L'antica porta del castello si trova in una torre posta sulle mura sul lato est. Il portale ad arco fu murato nella prima metà del XVI secolo e l'ingresso al castello principale fu spostato sul lato nord-ovest. I singoli edifici sono costruiti con muratura in pietra di cava, anche se gli infissi delle porte e delle finestre sono realizzati con blocchi di granito accuratamente sbozzati. Un alto portale ad arco immette nel cortile centrale. La costruzione del vano del cancello presenta al primo piano un bovindo poggiante su tre mensole. Al piano terra dell'edificio attiguo si trova un androne che si apre sul cortile attraverso due arcate sorrette da un pilastro bugnato gotico. Sul lato opposto una scala conduce ad un porticato, che delimita su due lati il cortile interno del piano superiore. Sopra la scala si trova un'iscrizione che si riferisce ai lavori di costruzione di Georg Christian Schallenberg e indica l'anno 1620. I portici, che poggiano su colonne in stile tuscanico, sono stati restaurati in modo da rendere nuovamente visibili i dipinti a graffito. Nei pennacchi delle arcate sono raffigurati trofei, animali e maschere. Questo corridoio conduce alla sala dei cavalieri, ricostruita dopo il 1992, e agli ex salotti. Il cortile centrale è separato dal cortile interno da un arco aperto. Il palazzo residenziale a pianta irregolare appoggia su roccia per due lati. Un grande blocco di granito accanto al cortile porticato costituisce il punto più alto del complesso e qui un tempo sorgeva la torre residenziale quadrata dei signori di Piber. Una via di fuga sotterranea potrebbe condurre dal castello alla foresta vicina.

### Bene architettonico tutelato
il castello di Piberstein è stato posto sotto tutela dei monumenti da parte della Repubblica austriaca col numero 16688.